# 나이젤 앳킨스
나이젤 하워드 앳킨스(Nigel Howard Adkins, 1965년 3월 11일 ~ )은 잉글랜드의 축구 감독이다. 과거에 선수로도 활동했었다. 2010년부터 2013년 3월까지 사우샘프턴 FC의 감독으로 활동하였다. 그는 사우샘프턴 시절 3부 리그에 있던 팀을 2시즌만에 1부 리그로 승격시켰다. 2013년 3월 사우샘프턴에서 성적 부진으로 경질되었다